# Рахимуллин, Егор Ильдусович
Егор Ильдусович Рахимуллин (род. 12 августа 1991, Пермь, Российская Федерация) - российский хоккеист, нападающий, воспитанник пермского хоккея. Ныне защищает цвета пермского "Молота".

## Карьера
Начал играть за юниорские команды "Молота" в 2004 году. В 2006 году впервые сыграл за запасную команду "Молота" Молот-Прикамье-2. С сезона 2011 года играл за основную команду, также периодически выступал за фарм-клуб "Молота" Октан. Играет в одном звене с Владиславом и Вячеславом Ушениными.

## Семья
Сын Ильдуса Рахимуллина, бывшего игрока "Молота".